# Nakamichi
Nakamichi Corp., Ltd. (?) (株式会社中道 Kabushiki-Gaisha Nakamichi) è un marchio di strumenti musicali elettronici e di prodotti di elettronica di consumo, fondata nel 1947. Come azienda manifatturiera giapponese acquisì rinomanza dagli anni '70 per la produzione di riproduttori di cassette. La sua sede principale è oggi a Singapore, in quanto filiale del gruppo cinese Nimble Holdings, con sede ad Hong Kong, che aveva precedentemente acquistato i marchi giapponesi Akai e Sansui.